# جورو باگو
جورو باگو (انگلیسی: Đuro Bago؛ زاده ۲۰ آوریل ۱۹۶۱) یک مربی فوتبال اهل کرواسی است. وی سابقه مربی‌گری در باشگاه فوتبال دینامو زاگرب را دارد.